# سلفستر الثالث
البابا سلفستر الثالث (باللاتينية: Silvester III) ـ (حوالي 1000 م ـ 1062 أو 1063 م) هو بابا الكنيسة الكاثوليكية لفترة وجيزة امتدت من 20 يناير إلى مارس 1045. تعده بعض المصادر بابا مزيفًا، غير أن سجلات الفاتيكان ما زالت تدرجه في قائمة البابوات الرسميين.